# Tir als Jocs Olímpics d'estiu de 1908 - Pistola lliure, 50 iardes per equips
La competició de pistola lliure a 50 iardes per equips va ser una de les quinze proves de programa de Tir dels Jocs Olímpics de Londres de 1908. Es disputà l'11 de juliol de 1908 i hi van prendre part 28 tiradors procedents de 7 nacions diferents.
Cada tirador disparava seixanta trets des d'una distància de 50 iardes. Cada encert al blanc oscil·lava entre 1 i 10 punts, per a una puntuació total màxima de 600 punts per tirador i 2.400 per equip.

## Resultats
| Pos. | Nació         | Tirador                   | Puntuació |
| ---- | ------------- | ------------------------- | --------- |
| 1    | Estats Units  | Total per equip           | 1.914     |
| 1    | Estats Units  | James Gorman              | 501       |
| 1    | Estats Units  | Irving Calkins            | 473       |
| 1    | Estats Units  | John Dietz                | 472       |
| 1    | Estats Units  | Charles Axtell            | 468       |
| 2    | Bèlgica       | Total per equip           | 1.863     |
| 2    | Bèlgica       | Paul Van Asbroeck         | 493       |
| 2    | Bèlgica       | Réginald Storms           | 477       |
| 2    | Bèlgica       | Charles Paumier du Verger | 462       |
| 2    | Bèlgica       | René Englebert            | 431       |
| 3    | Regne Unit    | Total per equip           | 1.817     |
| 3    | Regne Unit    | Jesse Wallingford         | 477       |
| 3    | Regne Unit    | Geoffrey Coles            | 459       |
| 3    | Regne Unit    | Henry Lynch-Staunton      | 446       |
| 3    | Regne Unit    | William Ellicott          | 435       |
| 4    | França        | Total per equip           | 1.750     |
| 4    | França        | André Barbillat           | 463       |
| 4    | França        | André Regaud              | 440       |
| 4    | França        | Léon Moreaux              | 436       |
| 4    | França        | Jean Depassio             | 411       |
| 5    | Suècia        | Total per equip           | 1.732     |
| 5    | Suècia        | Vilhelm Carlberg          | 471       |
| 5    | Suècia        | Eric Carlberg             | 462       |
| 5    | Suècia        | Johan Hübner von Holst    | 416       |
| 5    | Suècia        | Franz-Albert Schartau     | 383       |
| 6    | Països Baixos | Total per equip           | 1.632     |
| 6    | Països Baixos | Jacob van der Kop         | 449       |
| 6    | Països Baixos | Gerard van den Bergh      | 401       |
| 6    | Països Baixos | Jan de Blécourt           | 398       |
| 6    | Països Baixos | Piet ten Bruggen Cate     | 384       |
| 7    | Grècia        | Total per equip           | 1.576     |
| 7    | Grècia        | Frangiskos Mavrommatis    | 419       |
| 7    | Grècia        | Alexandros Theofilakis    | 401       |
| 7    | Grècia        | Ioannis Theofilakis       | 398       |
| 7    | Grècia        | Georgios Orphanidis       | 358       |